# Theo Schmuz-Baudiß

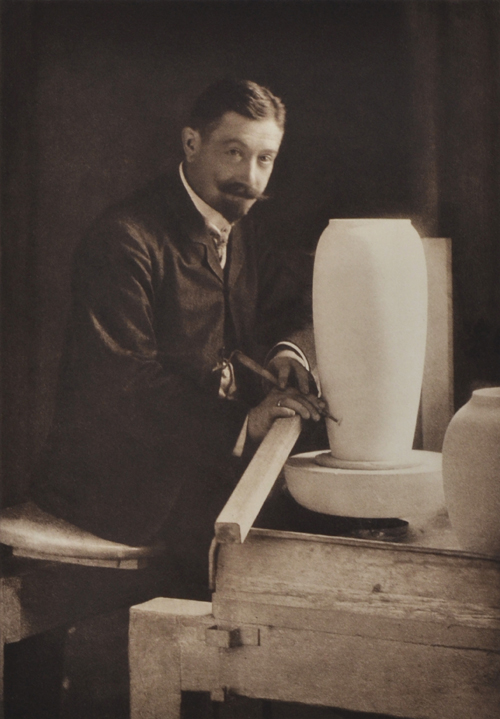
Theo Schmuz-Baudiß, um 1908

Theo Schmuz-Baudiß (* 4. August 1859 in Herrnhut; † 20. Juni 1942 in Partenkirchen; vollständiger Name: Theodor Hermann Schmuz-Baudiß) war ein deutscher Maler, Keramiker und Porzellan-Modelleur. Von 1902 bis 1925 arbeitete er an der Königlichen Porzellan-Manufaktur Berlin (KPM).

## Leben

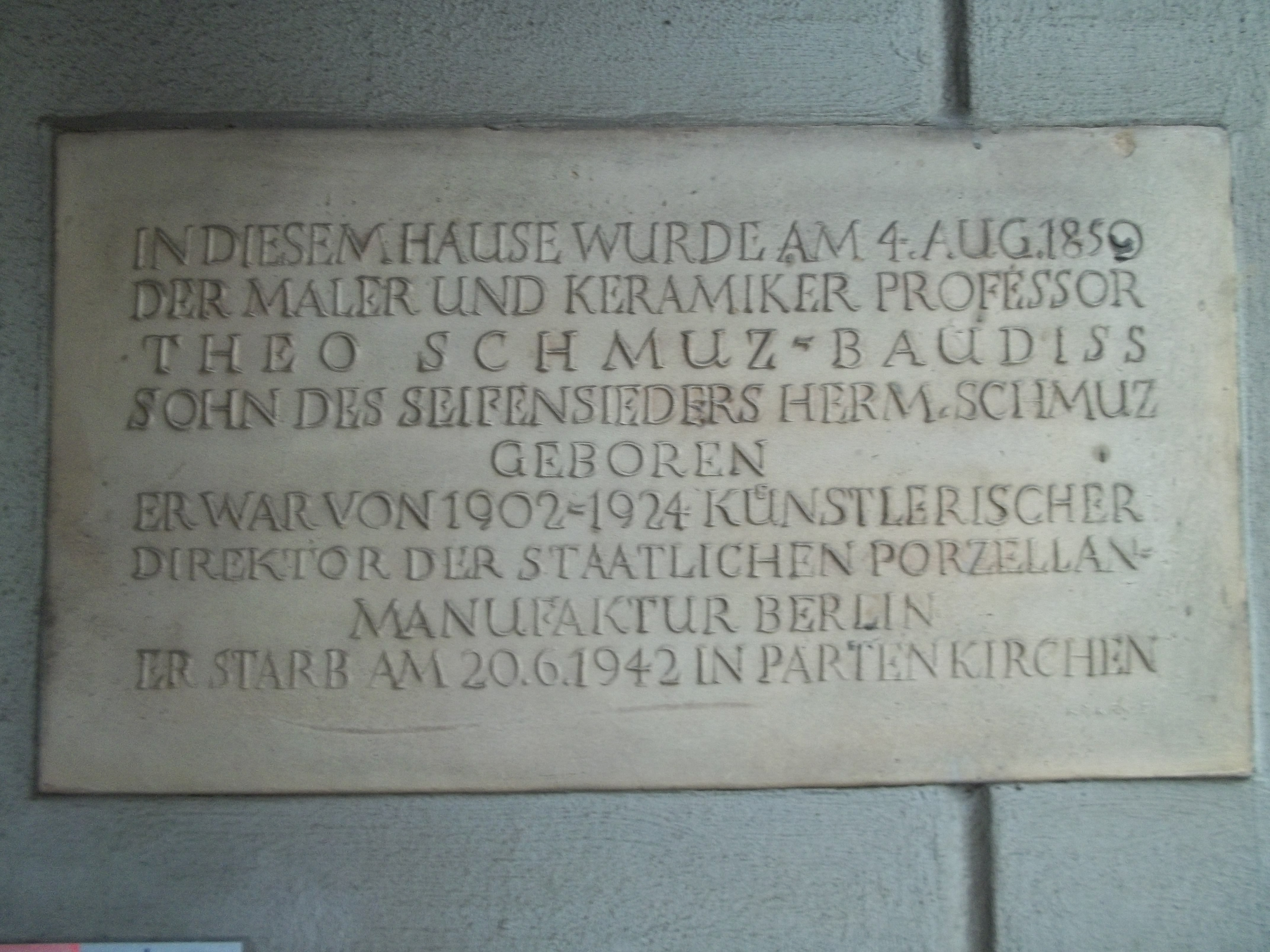
Gedenktafel in Herrnhut am Geburtshaus

Theo Schmuz wurde am 4. August 1859 in Herrnhut in der Oberlausitz als Sohn des Seifensieders Hermann Schmuz und dessen Frau Mathilde Rudolphine Baudiß geboren. Nach einer Ausbildung an der Kunstgewerbeschule München studierte er von 1882 bis 1890 an der Münchner Kunstakademie und wurde Meisterschüler von Wilhelm Lindenschmit d. J. In den 1890er Jahren arbeitete er als Maler in München-Schwabing und stellte regelmäßig im Münchner Glaspalast aus. Unter dem Eindruck des aufkommenden Jugendstils wandte sich Schmuz-Baudiß 1896 der angewandten Kunst zu. Neben Keramiken entstanden zunächst auch Möbelentwürfe sowie Illustrationen für die Zeitschrift „Jugend“. Im Auftrag der Vereinigten Werkstätten für Kunst im Handwerk arbeitete er seit 1899 in der Porzellanfabrik Theodor Swaine & Co. im thüringischen Hüttensteinach. 1902 wurde er als Entwerfer an die Königliche Porzellan-Manufaktur Berlin (KPM) berufen und siedelte mit seiner Familie nach Berlin über. 1908 avancierte er zum künstlerischen Direktor der KPM und übte diese Funktion bis zu seiner Pensionierung 1925 erfolgreich aus. Seinen Lebensabend verbrachte Schmuz-Baudiß in Partenkirchen, wo er am 20. Juni 1942 starb.

### Familie
1893 heiratete Theo Schmuz-Baudiß Wilhelmine Trenkl (1863–1927), aus der Ehe ging eine Tochter hervor. Elisabeth Schmuz-Baudiß (1895–1955), später verheiratete Schily, war die Mutter des SPD-Politikers und ehemaligen Bundesinnenministers Otto Schily sowie des FDP-Bundestagsabgeordneten Konrad Schily.

## Werk

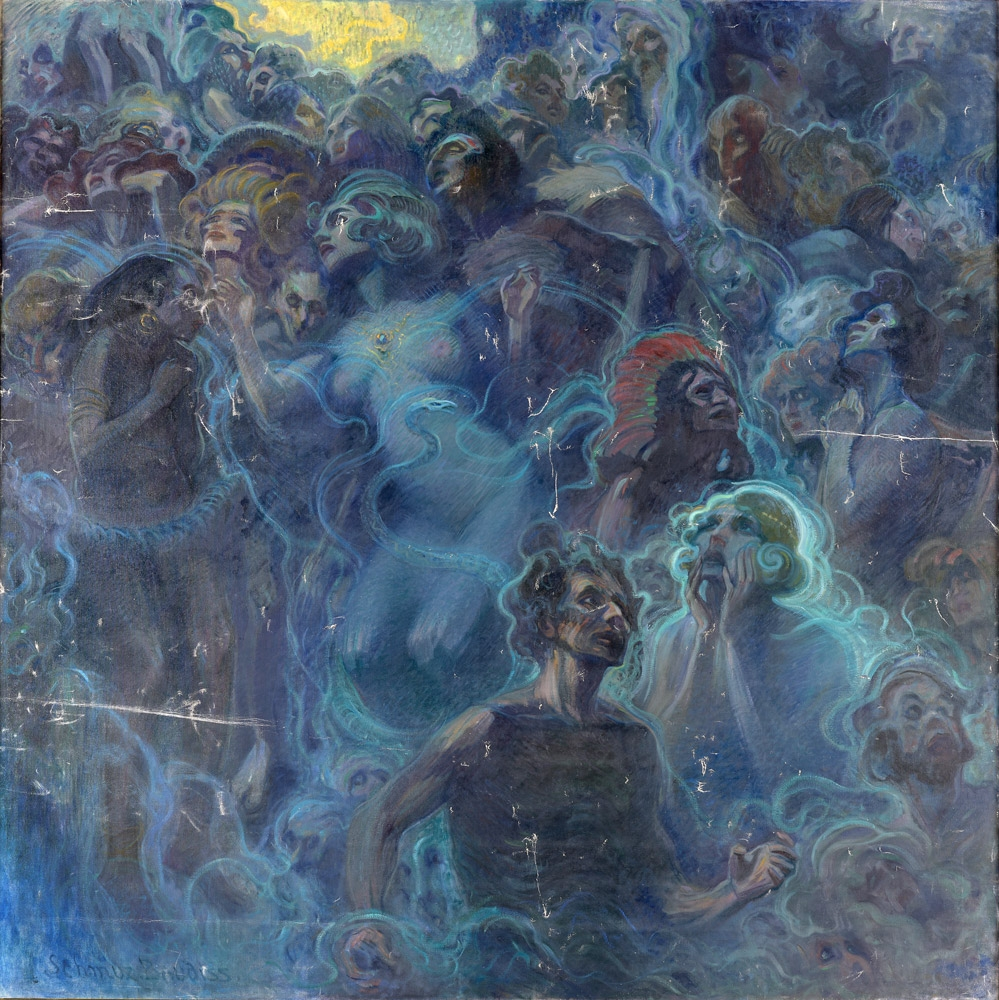
Eingang zum Purgatorium, 1892

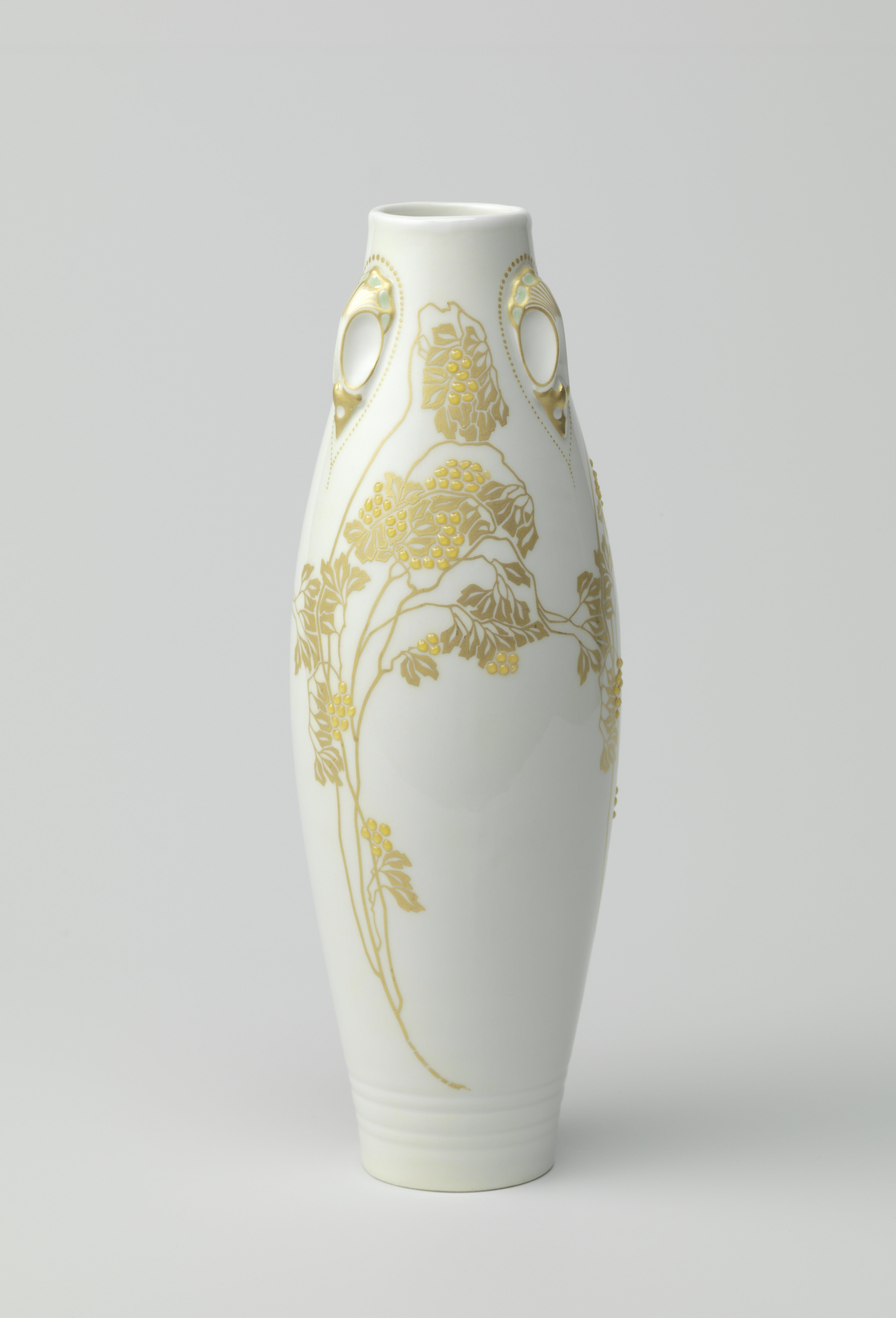
Vase mit Blumenzweigen, Königliche Porzellan-Manufaktur Berlin

Das malerische Frühwerk von Theo Schmuz-Baudiß ist von der romantischen Historienmalerei des späten 19. Jahrhunderts beeinflusst, zeigt jedoch auch stilistische Anklänge an den Impressionismus. Auffallend ist eine Vorliebe für japonistische Motive.
Als angewandter Künstler war Schmuz-Baudiß ganz dem Jugendstil verpflichtet. Seine frühen Keramiken entstanden auf der Töpferscheibe, später arbeitete er auch in Steingut, seit 1900 ausschließlich in Porzellan. Als Porzellangestalter legte Schmuz-Baudiß großen Wert auf die Einheit von Form und Dekor. Charakteristisch sind einfache, strenge Gefäßformen, oft aufgelockert durch fantasievoll gestaltete Henkel oder plastische Dekore, die dem Motivkreis der Natur entnommen sind. Zunächst beeinflusst von den seinerzeit führenden dänischen Porzellanmanufakturen Königlich Kopenhagen und Bing & Grøndahl, fand Schmuz-Baudiß rasch zu einem eigenen, unverwechselbaren Entwurfsstil, der sich durch kräftige Farben und stark stilisierte, geometrisch abstrahierte Pflanzen- und Tierdekore auszeichnete. Er bevorzugte die Technik der Unterglasurmalerei, die er durch das von ihm entwickelte Sgraffito-Verfahren bereicherte. Dabei wird der Dekor vor der Bemalung in die Form geritzt, wodurch eine besonders plastische, dreidimensionale Wirkung erzielt wird.
Für die KPM schuf Schmuz-Baudiß zahlreiche Einzelobjekte wie Vasen, Schalen und Deckelgefäße, aber auch einige Service. Zu seinen wichtigsten Werken gehört das 40-teilige Tafelservice „Ceres“, das er 1913 anlässlich des 150-jährigen Jubiläums der KPM entwarf. Nach dem Ersten Weltkrieg entstanden hauptsächlich Bildplatten mit malerischen Landschaftsdarstellungen. In seinen letzten Lebensjahren kehrte Schmuz-Baudiß ganz zur Malerei zurück.

## Rezeption
Die Bedeutung von Theo Schmuz-Baudiß liegt nicht nur in seinem eigenen künstlerischen Werk, sondern auch in seiner Funktion als Vermittler neuer Ideen und Gestaltungsansätze.
Als Keramiker und Porzellangestalter gehörte Schmuz-Baudiß zu den führenden Künstlerpersönlichkeiten des deutschen Jugendstils. 1904 wurde ihm der Professorentitel verliehen, seit 1905 lehrte er in Berlin an der Städtischen Kunstgewerbe- und Handwerkerschule Charlottenburg. 1906 zeigte KPM auf der Dritten Deutschen Kunstgewerbeausstellung 1906 in Dresden in einem Präsentationsraum, den er mit Alfred Grenander gestaltet und dessen Möbel- und Vitrinen ausgestattet hatte, ausschließlich Porzellane von ihm. 1907 wurde er in die prominent besetzte Königlich Preußische Sachverständigen-Kammer berufen. Auch als frühes Mitglied des Deutschen Werkbunds konnte er seinen Einfluss geltend machen.
Als künstlerischer Direktor der Königlichen Porzellan-Manufaktur Berlin hatte Schmuz-Baudiß großen Anteil an der Neuorientierung der Manufaktur, die sich ab 1902 verstärkt der Moderne zuwandte. Er erweiterte das Figurenprogramm um zeitgemäße Entwürfe von Adolph Amberg, Hermann Hubatsch, Joseph Wackerle und Anton Puchegger. Darüber hinaus gelang es ihm, in der Dekormalerei neue Impulse zu setzen. Mit den Entwürfen von Willy Stanke, Franz Türcke und Adolf Flad kam es in der KPM unter Schmuz-Baudiß zu einer Renaissance der Aufglasurmalerei. Der von Schmuz-Baudiß eingeschlagene moderne Kurs brachte der KPM internationale Anerkennung ein, führte aber auch zu Spannungen mit dem konservativ gesinnten Kaiser- und Königshaus, dem die Manufaktur bis 1918 formal unterstellt war.
Bei seinem Ausscheiden aus dem Amt 1925 würdigte die Presse Schmuz-Baudiß als Erneuerer und Reorganisator des Berliner Porzellans. Seine Werke sind in zahlreichen privaten und musealen Sammlungen vertreten, u. a. im Bröhan-Museum Berlin, im Porzellanikon Selb und im Hetjens-Museum Düsseldorf. 
Anlässlich des 130. Geburtstags von Theo Schmuz-Baudiß veranstaltete das Porzellanikon 1989 eine erste Retrospektive. 2013, anlässlich des 250. Jubiläums der KPM, widmete das Berliner Bröhan-Museum den Porzellanen der Ära Schmuz-Baudiß eine große Sonderausstellung.